# Santiago de María
Santiago de María es un distrito del municipio de Usulután Norte en el departamento de Usulután, El Salvador. Tiene una población de 17,940 habitantes, según el censo oficial de 2024.

## Historia
Para el año 1841  existía la aldea del Valle del Gramal en la jurisdicción del pueblo de Alegría. Posteriormente, El Gramal y Tecapán formaron uno de los cantones electorales del país. Para el año 1865 ingresó al departamento de Usulután, y el 4 de febrero de 1867 al distrito de Jucuapa.
En ese tiempo, el cultivo del café cobraba auge en el país. El Gramal también fue una de las localidades que progresó gracias a esa industria, por lo que el 7 de marzo de 1874 fue erigido en pueblo con el nombre de Santiago de María. El nombre se debió a la unión de los nombres del presidente Santiago González Portillo, y el de su hija María Concepción González Fortis (1872-1943).
El día 2 de octubre de 1878 sucedió en su territorio un terremoto que provocó un derrumbe en el cerro El Tigre, el cual dejó un saldo de catorce fallecidos.
Para el año 1890, Santiago de María tenía una población de 2250 habitantes. El 17 de marzo de 1893 obtuvo el título de villa, y ese mismo año fue erigido como cabecera del distrito de Alegría, que para 1948 cambió su nombre a Santiago de María. 
En el 20 de abril de 1893, durante la administración del presidente Carlos Ezeta, la Secretaría de Instrucción Pública y Beneficencia, a propuesta del director general de Educación Pública, acordó el establecimiento de escuelas mixtas en los valles de Lomas de Tigre, Los Batres, Marquesado, Las Flores y Cerro Verde.
Gracias a la prosperidad del café, la localidad resultó ascendida a ciudad el 27 de abril de 1896.
Para el siglo XX, debido a los empleos temporales generados por el cultivo del café, la ciudad se convirtió en la segunda localidad con el mayor número de mesones (condominios populares) en el país.
En el 15 de mayo de 1907, la Asamblea Nacional Legislativa estableció la Junta de Fomento de Santiago de María.
Para los años 1980, la ciudad había alcanzado un auge económico, pero la situación cambió con la caída de los precios del café y el cambio del tipo de cultivo de la planta. Además, la convulsión política de la guerra civil salvadoreña provocó la migración de muchos de sus habitantes. También los terremotos del año 2001 provocaron daños en muchas de sus viviendas. Finalmente fue anexado como distrito al nuevo municipio de Usulután Norte en 2024.

## Información del distrito

### Geografía
El distrito tiene un área de 37,71 km², y la cabecera una altitud de 900 m s. n. m. Contiene además los siguientes cantones: Las Playas, Las Flores, Marquezado, Batres, El Tigre, Loma de los González, Valle los Lunas, y Cerro Verde. Se encuentra además rodeado por el volcán Tecapa y los cerros Oromontique y El Tigre, en el que se encuentra una cueva con vestigios arqueológicos.
| Noroeste: Alegría | Norte: Jucuapa  | Noreste: Jucuapa     |
| Oeste: Alegría    |                 | Este: Jucuapa        |
| Suroeste: Tecapán | Sur: California | Sureste: Santa Elena |

### Tradiciones
Las fiestas patronales de la localidad se celebran en el mes de julio en honor a Santiago Apóstol.

## Servicios Públicos

### Educación
De acuerdo con el ministerio de educación el distrito dispone de 22 sedes educativas que imparten desde educación parvularia hasta educación media, de las cuales 17 pertenecen al sector público.

### Transporte
La ciudad dispone de 14 rutas de buses y microbuses que se movilizan a los distritos cercanos y algunos a ciudades como San Miguel o San Salvador, siendo estos;
| Ruta        | Salida                                               | Llegada                                           |
| ----------- | ---------------------------------------------------- | ------------------------------------------------- |
| 4 US (MB)   | CA-2 HACIA USULUTAN Y DESVIO DE SANTIAGO DE MARIA    | CA 2 HACIA USULUTAN Y DESVIO DE SANTA ELENA       |
| 12 US (MB)  | CA-2 HACIA USULUTAN Y DESVIO DE SANTIAGO DE MARIA    | 5? CALLE PTE., ENTRE AV. FERROCARRIL Y 1? AV. SUR |
| 14 US (MB)  | 1 AVENIDA NORTE (SANTIAGO DE MARIA)                  | 2 CALLE PONIENTE (VILLA EL TRIUNFO)               |
| 302 C (BUS) | TERMINAL DE BUSES, DESVIO A PUERTO PARADA (USULUTAN) | AV. FERROCARRIL, TERMINAL DE BUSES (SAN SALVADOR) |
| 309 (BUS)   | SANTIAGO DE MARIA (SANTIAGO DE MARIA)                | TERMINAL DE ORIENTE(SAN SALVADOR)                 |
| 323 (BUS)   | AV. 15 DE SEPTIEMBRE Y 3.º AV. SUR                   | 6.º CALLE ORIENTE ENTRE 8.º Y 10.º AV, NORTE      |
| 335 (BUS)   | USULUTAN (TERMINAL DE BUSES)                         | TERMINAL DE BUSES (SAN MIGUEL)                    |
| 348 (BUS)   | AV. PILAR REYES                                      | TERMINAL DE USULUTAN ( DESVIO DE PUERTO PARADA )  |
| 348 A (BUS) | TERMINAL DE BUSES(USULUTAN)                          | BERLIN (BERLIN)                                   |
| 349 (BUS)   | CARRETERA PANAMERICANA                               | TERMINAL DE USULUTAN ( DESVIO DE PUERTO PARADA )  |
| 357 A (BUS) | POTRERO DE JOCO (ESTANZUELAS)                        | SANTIAGO DE MARIA (SANTIAGO DE MARIA)             |
| 359 (BUS)   | CANTON EL POZON ( CALIFORNIA)                        | AVENIDA 15 DE SEPTIEMBRE (SANTIAGO DE MARIA)      |
| 359 A (BUS) | ESTANZUELAS (ESTANZUELAS)                            | SANTIAGO DE MARIA (SANTIAGO DE MARIOA)            |
| 362 (BUS)   | TERMINAL DE BUSES(USULUTAN)                          | JUCUAPA (JUCUAPA)                                 |

## Turismo
Algunos lugares recomendados a visitar en este distritos son los monumentos históricos del Parque San Rafael, los parques La Alameda y Roberto Ferreiro Gutiérrez, el área cultivada de café y los cerros Tecapa, El Tigre y Oromontique.
El Robot de Hierro ( El muñecon) del Beneficio Oromontique que se encuentra a un lado del cementerio de esta ciudad.
Conoce las iguanas del Parque San Rafael.
Finca El Tigre.
Ruta del Bálsamo-café y Moringa.
Ferias Gastronómica en Parque San Rafael.